# Joseba Sarrionandia

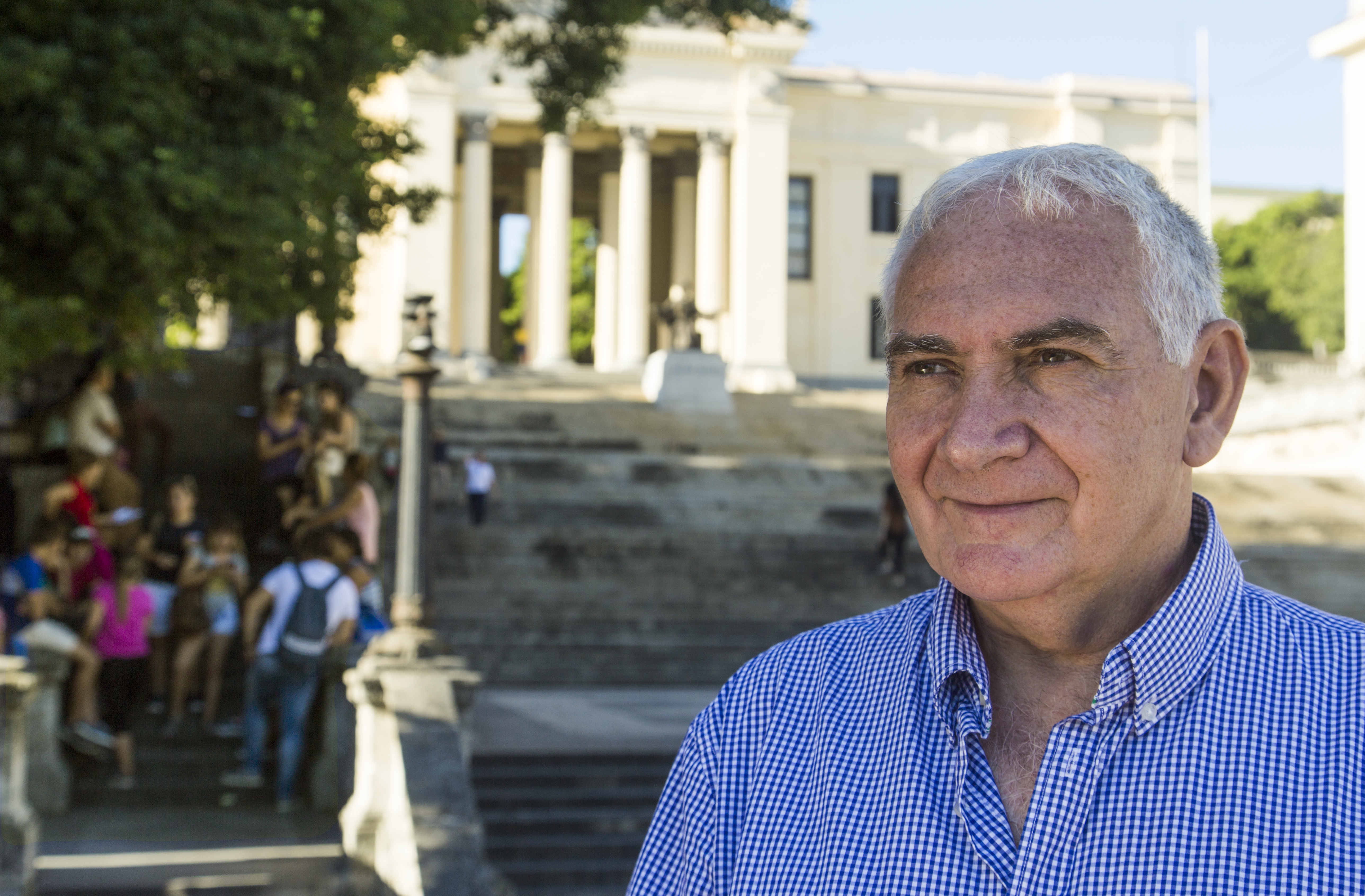
Joseba Sarrionandia em 2016

Joseba Sarrionandia Uribelarrea, conhecido como Sarri (Iurreta, 13 de abril de 1958) é um poeta e filólogo basco. É um dos escritores contemporâneos em língua basca mais conhecidos.

## Biografia
Estudou filologia basca na Universidade de Deusto (Bilbau) e foi professor de fonética na UNED. Publicou seus primeiros escritos em revistas bascas como Pott, Zeruko Argia, Anaitasuna, Jakin, Oh Euzkadi, Ibaizabal e nos jornais Egin e Egunkaria. Foi também tradutor para o basco de diversas obras literárias, como as de T. S. Eliot, Fernando Pessoa e Manuel Bandeira. O poemário Izuen Gordelekuen Barrena (Dentro dos agochamentos dos medos), foi o seu primeiro livro publicado.
Em 1980 foi condenado a 22 anos de prisão por pertencer à Euskadi Ta Askatasuna (ETA). Cinco anos mais tarde, fugiu junto com outro preso etarra, Iñaki Pikabea, da cadeia de Martutene, escondido em uma coluna de som após um show do cantor Imanol. A espetacular fuga inspirou a famosa cantiga "Sarri, Sarri" do grupo vasco Kortatu. Desde então está em paradeiro desconhecido apesar de que continua a publicar livros, ser uma fonte de inspiração para músicos e artistas de diferentes estilos.
Em 2001 recebeu o Prêmio Nacional da Crítica da narrativa em basco, outorgado pela Associação Espanhola de Críticos Literários, por seu primeiro romance: Lagun izoztua (O amigo congelado). Em 2011 recebeu o Prêmio Euskadi para o melhor ensaio em basco por seu livro Moroak gara behelaino artean?.

## Obras
- Izuen gordelekuetan barrena (No os abrigos do medo), 1981.
- Narrazioak (Stories), 1983.
- Intxaur azal baten barruan. Eguberri amarauna (Em poucas palavras. Cobweb Natal), 1983.
- Alkohola poemak (Poesia do álcool), 1984. Livro de poemas coletivamente desenvolvidos.
- Ni ez naiz hemengoa (Eu não sou daqui), 1985.
- Atabala eta euria (O tambor e chuva), 1986. Prêmio Nacional da Crítica.
- Marinel zaharrak (Velhos marinheiros), 1987.
- Marginalia, 1988.
- Ez gara geure baitakoak (Nós não somos nós mesmos), 1989.
- Izeba Mariasunen ipuinak (Contos da tia Mariasun), 1989.
- Ainhoari gutunak (Cartas a Ainhoa), 1990.
- Ifar aldeko orduak (As horas ao norte), 1990.
- Gartzelako poemak (Poesia das prisões), 1992.
- Han izanik hona naiz (Daí que vem), 1992.
- Hnuy illa nyha majah yahoo, 1995. Antologia de poems (1985-1995).
- Miopeak, bizikletak eta beste langabetu batzuk (Míopes, bicicletas e outros desempregados), 1995.
- Hitzen ondoeza (O Mal-estar de palavras), 1997.
- Hau da nire ondasun guzia (Esta é a minha propriedade inteira), 1999. Livro e CD alternando poemas recitados pelo autor e versãos musicales do grupos bascos.
- Zitroi ur komikiak: Joseba Sarrionandia komikitan (Comic água de limão), 2000. Com Koldo Almandoz.
- Lagun izoztua (O amigo congelado), 2001. Prêmio Nacional da Crítica.
- XX. mendeko poesia kaierak: Joseba Sarrionandia (Jornal da poesia do século XX), 2002. Antologia de Koldo Izagirre.
- Kolosala izango da (Você será global), 2003.
- Akordatzen (Recordando), 2004.
- Harrapatutako txorien hegalak (As asas das aves presas), 2005.
- Munduko zazpi herrialdetako ipuinak (Contos dos sete territórios do mundo), 2008.
- Gau ilunekoak (Aquelas noites escuras), 2008.
- Idazlea zeu zara, irakurtzen duzulako, 2010.
- Moroak gara behelaino artean?, 2010. Prêmio Euskadi do ensaio.
- Narrazio guztiak (1979-1990), 2011.
- Durangoko Azoka 1965-2015, 2015.
- Lapur banden etika ala politika, 2015.
- Hilda dago poesia? ¿La poesía está muerta?, 2016.